# Amuzgos
Els amuzgos són un poble indígena de Mèxic que viu en diverses comunitats dels estats de Guerrero i Oaxaca. A cada localitat, els amuzgos tenen la seva pròpia manera de dir-se. A San Pedro Amuzgo, per exemple, ells s'anomenen a si mateixos tzjon noan que significa "poble dels filats o de fil suau". Es dediquen principalment a l'agricultura, la ramaderia i a les indústries d'artesania, principalment la producció de ceràmica i la creació de tèxtils complicats amb dissenys geomètrics. Són reconeguts a nivell nacional i internacional per la creació d'aquests teixits. El nom "amuzgo", amb el qual són coneguts a Mèxic, prové del nàhuatl amoxco, que pot traduir-se com "Lloc de llibres".

## Idioma
La llengua amuzga (ñonndaa o jñon'ndaa) que parlen prové de la família otomang i està relacionada amb el mixtec. És una llengua tonal amb una tendència monosil·làbica (una característica comuna del xinès) i utilitza la nasalització en el seu sistema de sons. El cens del 2000 va registrar 41.455 parlants d'amuzgo a Mèxic, dels quals 34.601 habitaven a l'estat de Guerrero. Com a llengua indígena de Mèxic, l'amuzgo té el reconeixement de "llengua nacional".
Aquest és un fragment de la toranda de l'Himne nacional mexicà en amuzgo:
Cala'jomndyo', 'o nn'an na ndyuaa Sndaa', ndia'.
Calajndaa'ndyo' l'ots'iaan quio caso na ya.
Catseits'eiina' cha'waa tyuaa na m'aanya
Quia na c'uaa na cwinan' quio cayom.
Catseits'eiina' cha'waa tyuaa na m'aanya
Quia na c'uaa na cwinan' quio cayom.

## Poblacions
- Ometepec
- Quetzalapa
- Cochoapa. El 50% de la població parla amuzgo.
- Cumbre de Barranca Honda
- Zacualpan (Guerrero)
- Cerro Pájaro
- Tlacoachistlahuaca
- Xochistlahuaca
- Cozoyoapan
- Cruz Verde (Guerrero)
- Huixtepec.

## Educació
Hi ha escoles bilingües i monolingües (castellà) de primària a la regió, juntament amb la llar d'infants, preescolars de llengües indígenes, les escoles mitjanes (FP i educació a distància), patrocinades pel govern federal i una escola secundària a càrrec de la Universitat Regional del Sud-est. Els programes culturals es transmeten en amuzgo i espanyol de Putla de Guerrero, Tlaxiaco i alguns de la ciutat d'Oaxaca.

## Història

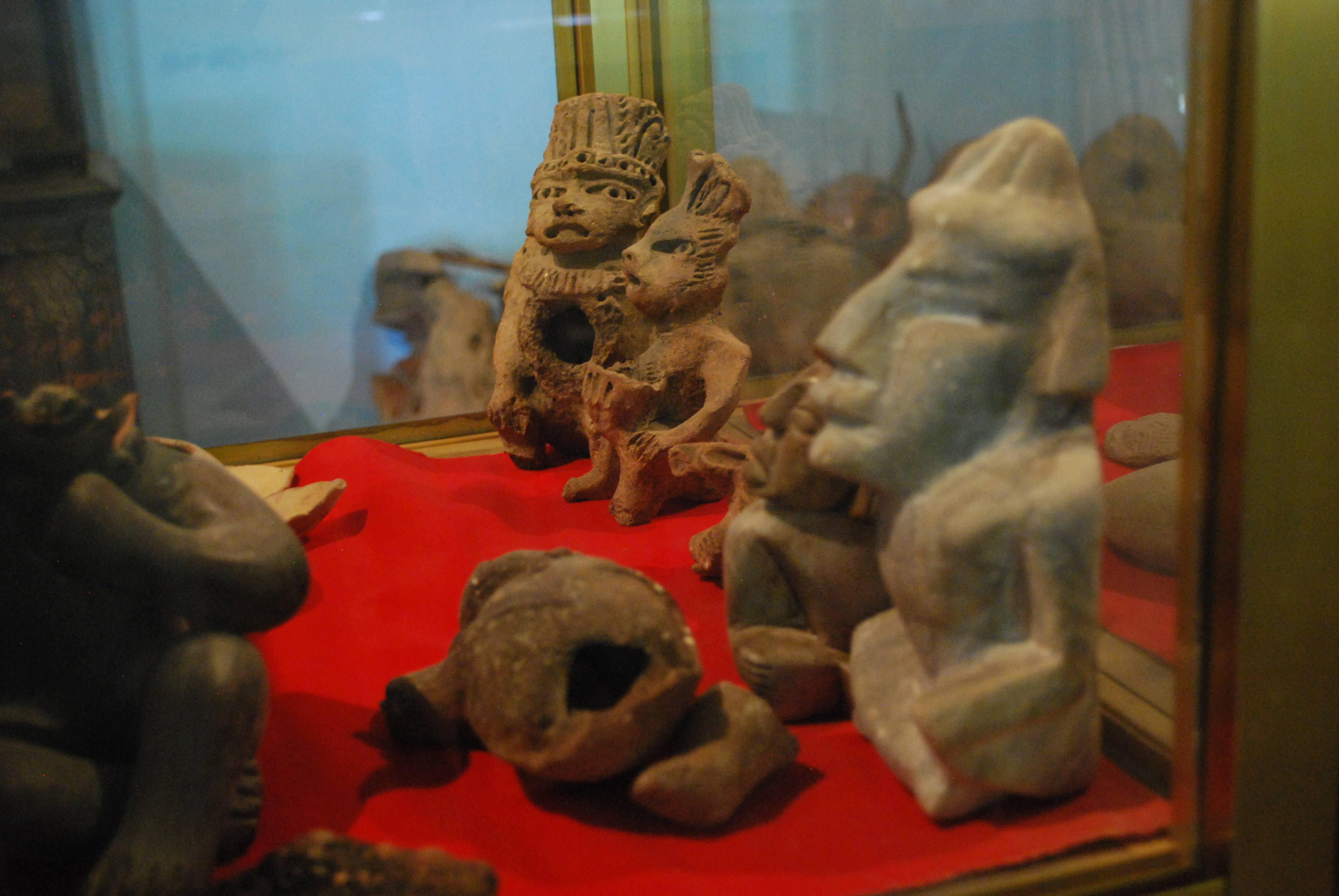
Peces prehispánicas que s'exhibeixen al Museu de la Comunitat Amuzgo

Els orígens dels amuzgos són desconeguts. Una teoria diu que el grup va arribar a la seva ubicació actual des de l'àrea del riu Pánuco, així com els mixtecos, amb els quals estan relacionats lingüísticament. Si aquest és el cas, els amuzgos van passar a través de la zona de l'Altiplà Mexicà i Puebla abans de dirigir-se a Oaxaca i Guerrero. El seu folklore afirma que van arribar a la costa d'Oaxaca/Guerrero des de les illes al Pacífic. La seva llengua és similar a altres de la zona d'Oaxaca, i és probable que migressin a la seva ubicació actual a l'extrem nord de la regió mixteca escapant de la violència interètnica.
Xochistlahuaca era la capital dels amuzgo. Cap al 1100 els amuzgos foren subjugats pels mixteques. Els amuzgos pagaren tribut als mixteques durant de 300 anys amb cotó, teles, plomes, pells, or, blat de moro, fesols i xilis. La zona era part d'una província mixteca anomenada Ayacastla que l'asteca subjugaren en 1457, però mai hi exerciren un control directe o total sobre els amuzgos. Els amuzgos es va rebel·lar contra els asteques en 1494 i entre 1504 i 1507, però foren derrotats.
Els espanyols dirigits per Pedro de Alvarado subjugaren l'àrea en 1522. Durant el període colonial la guerra, les malalties i l'excés de treball van delmar la major part de la població indígena i els amuzgos de ser un dels quatre grups ètnics que va sobreviure. Només a Xochistlahuaca la població indígena es va reduir de 20.000 a 1522 a 200 el 1582. La dominació espanyola els allunya més cap a les muntanyes de Sierra Madre del Sur, un procés que havia començat sota el domini mixteca. Foren evangelitzats a partir de 1563 i Xochistlahuaca va ser nomenat centre administratiu i religiós, tant com ho va ser en el període prehispànic. El procés d'evangelització i colonització va donar lloc a una sèrie de danses tradicionals com El Diablo, Los Chareos, Los Tlamaques, Los Apaches, Danza del Tigre, El Toro, La Tortuga, Los Gachupines, Los Moros, La Conquista, Los Doce Pares de Francis i Los Tecuanes.
Durant el període colonial els amuzgos foren regits per la ciutat d'Oaxaca (llavors anomenada Antequera) que al seu torn era una província de Puebla. Al segle xvii va ser part de la diòcesi de Chilapa, com a part del bisbat de Puebla. Els espanyols van establir grans hisendes a les àrees que mantingut després de la Independència fins a la Revolució Mexicana.
La pèrdua de mà d'obra indígena a Mèxic va portar als espanyols per portar als esclaus africans, la majoria dels quals van arribar a Veracruz. Molts esclaus van escapar esclaus i els seus descendents es van dirigir a territori amuzgos a la regió de la Costa Chica, que va tenir l'efecte d'empènyer els amuzgos a allunyar-se costa. La ciutat de Czoyoapan va ser suposadament fundada per amuzgos que s'hi van traslladar des d'una zona pròxima a San Nicolás, Guerrero que era dominada pels afro-mexicans. No se sap quan va ser fundada però apareix en els registres en 1737.
Durant el període colonial i fins a 1818, Igualapa fou la capital d'Ayacastla, i després fou traslladada a Ometepec. En 1884, Xochistlahuaca va perdre el seu estatus de centre religiós.
En el segle xix la major part de la terra amuzgo va acabar a les mans de la família de Guillermo Hacho, a qui els indígenes havien de pagar el lloguer. El 1920 el amuzgos començaren a lluitar per recuperar el control que resultà el 1933 per la creació de l'ejido de Xochistlahuaca amb 6.384 hectàree. Aquest ejido va esdevenir el municipi de Xochistlahuaca el 1934. El 1967 li fou concedit a l'ejido 1.419 hectàrees de terra addicionals per a la creixent població.
Si bé les comunitats amuzgos han estat tradicionalment aïllats del món exterior, la construcció de carreteres a la regió els hi ha connectat. Les dues carreteres principals de la regió són l'autopista 200, carretera Ometepec-Xochistlahuaca, Oaxaca-Pinotepa Nacional i Huajuapan de León-Pinotepa Nacional.
A partir de la segona meitat del segle XX fins al present hi ha hagut una migració d'amuzgos fora del territori a la recerca de treball en altres àrees de Mèxic i als Estats Units. Això fins i tot ha inclòs la migració permanent cap a la zona Cuajinicuilapa prop de la costa, on van ser empesos els amuzgos en els període precolonial i colonial.